# Boarmia hilararia
Boarmia hilararia är en fjärilsart som beskrevs av Heinrich Benno Möschler 1890. Boarmia hilararia ingår i släktet Boarmia och familjen mätare. Inga underarter finns listade i Catalogue of Life.